# 紀元前12世紀

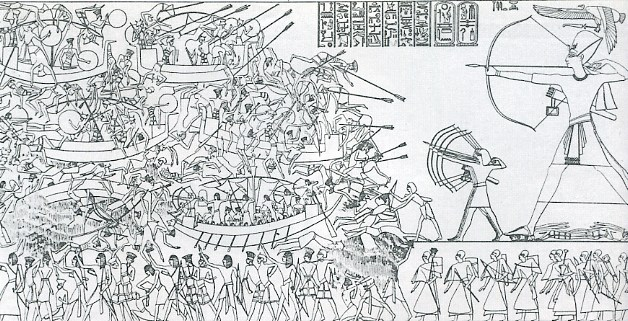
デルタの戦い。画像はこの戦いで「海の民」と戦うエジプト第20王朝のファラオ・ラムセス3世（メディネト・ハブのラムセス3世葬祭殿の浮き彫り）。

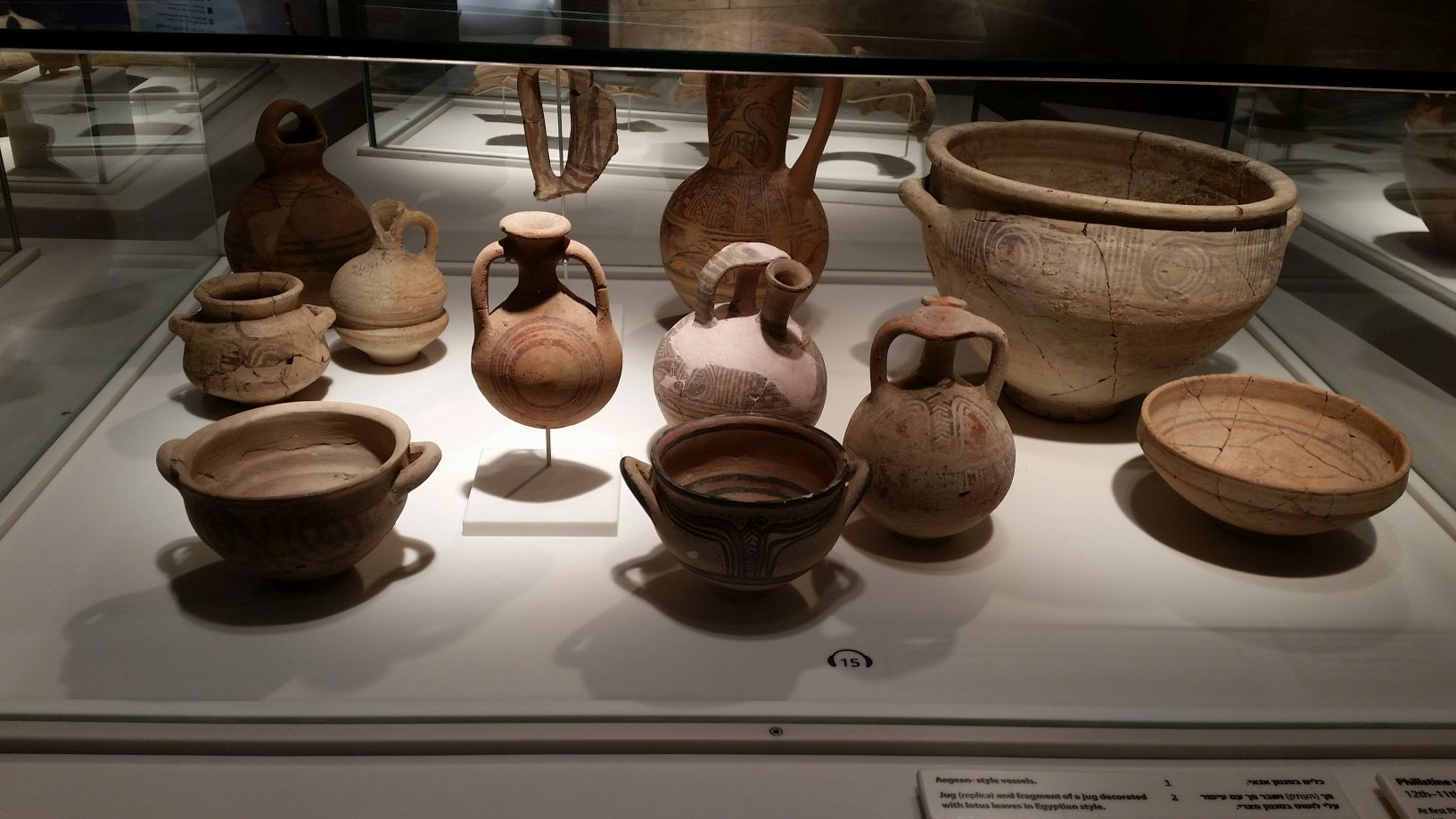
ペリシテ人。「海の民」を構成していたと伝わる民族で、この時期までには地中海東岸に大きな勢力を伸長していた。ミケーネⅢC式土器と同質の土器がペリシテ人の遺跡から出土するのが興味深い。画像はイスラエル・アシュドドのペリシテ人文化博物館が所蔵するペリシテ人の土器一式。

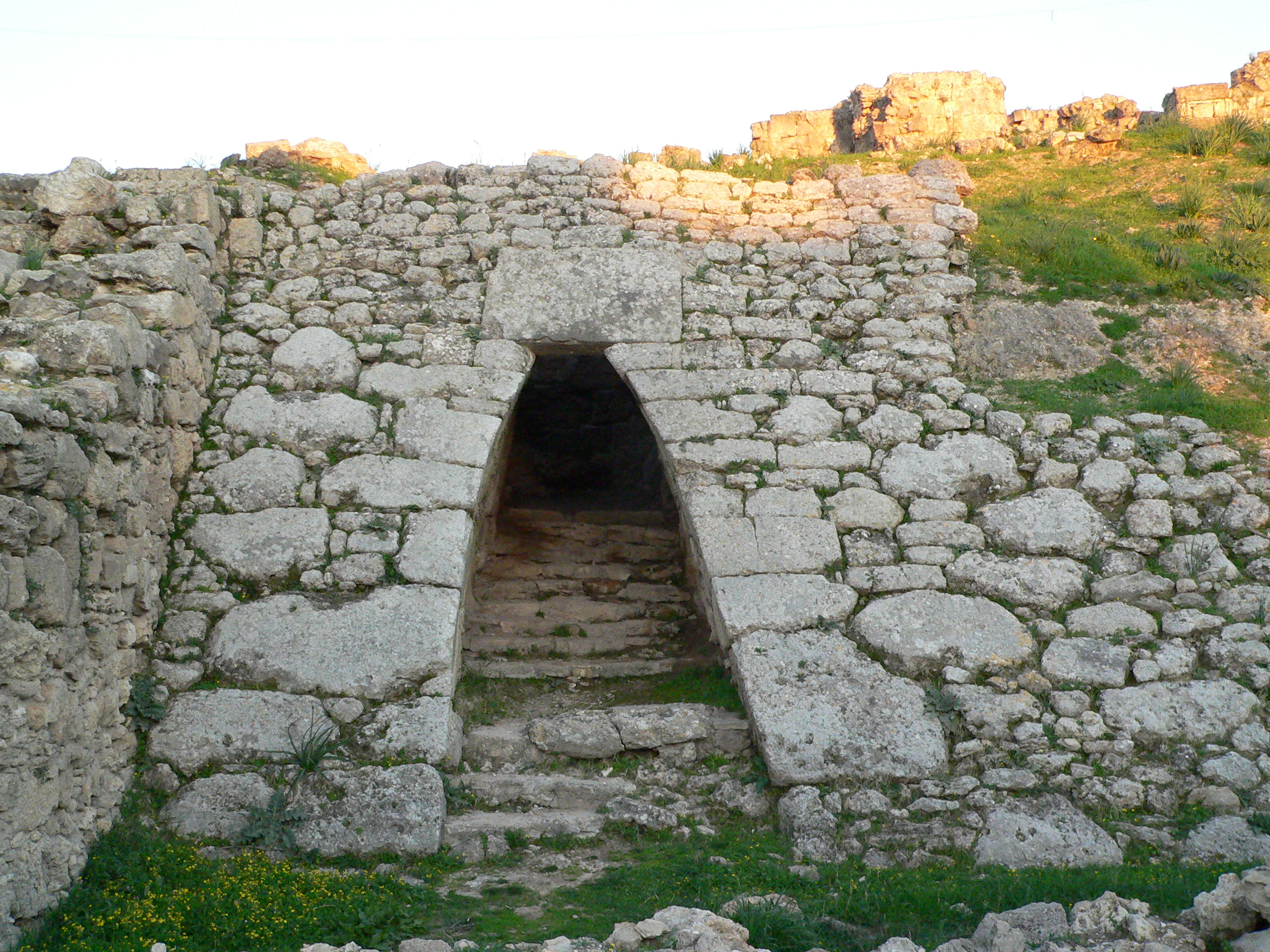
ウガリット遺跡。楔形文字を表音文字化したウガリット文字の粘土板が大量に出土したことでも知られる。画像は前1200年のカタストロフで廃墟となった宮殿の入り口。

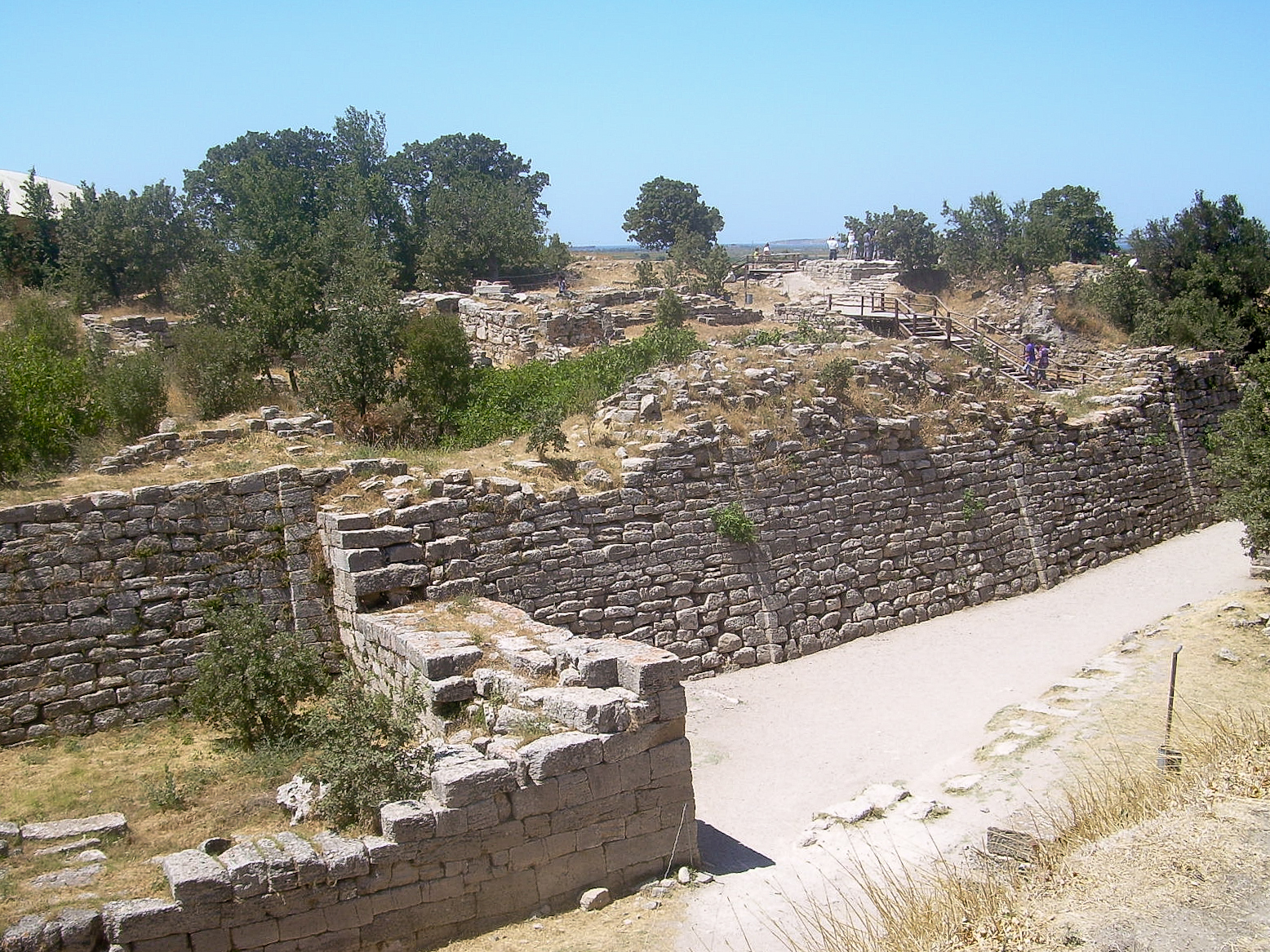
トロイア遺跡。シュリーマンらによりホメロスの叙事詩に語られていた都市イリオンと推定されたのがダーダネルス海峡に近接したヒサルリクの遺構であった。この遺構の第7層が紀元前12世紀に相当し、この時期何らかの大きな動きがあったものと考えられる。

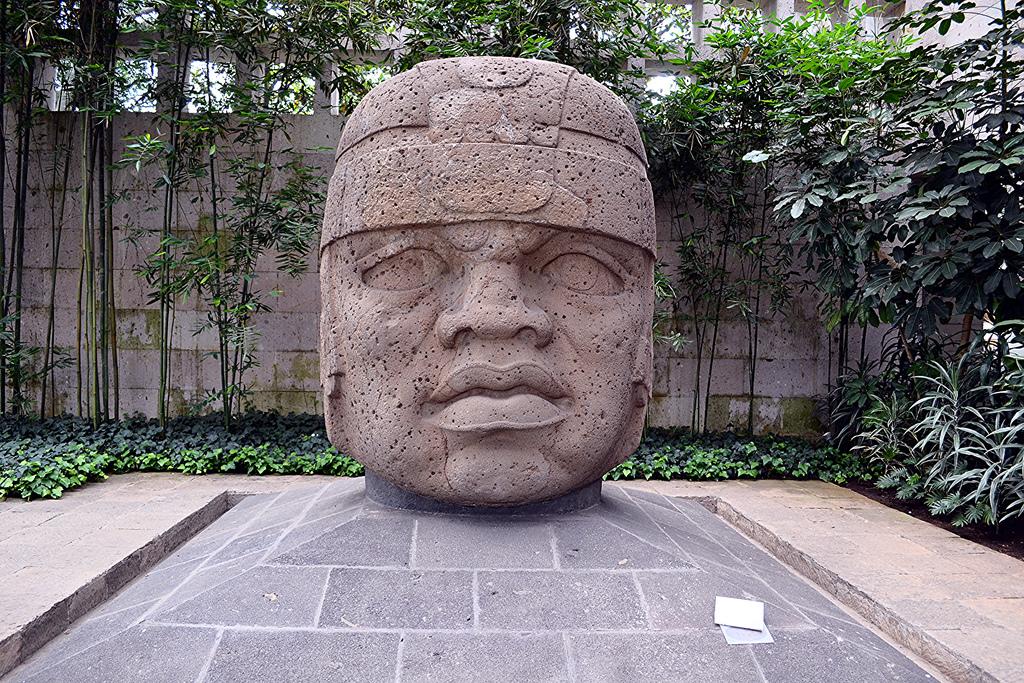
オルメカの巨石人頭像（カベサ・オルメカ）。メソアメリカ最古のオルメカ文化ではサン・ロレンソ一帯の繁栄が見られた。ラ・ベンタに繁栄の中心が移る紀元前900年代までをサン・ロレンソ相と呼ぶ。画像はベラクルス州立大学附属のハラパ人類学博物館所蔵のサン・ロレンソ1号の巨石人頭像。

紀元前12世紀（きげんぜんじゅうにせいき）は、西暦による紀元前1200年から紀元前1101年までの100年間を指す世紀。

## 出来事

### 紀元前1200年代
- 紀元前1200年頃
  - 「紀元前1200年のカタストロフ」。
    - 気候変動による東地中海の旱魃・ヒッタイト王国の崩壊・「海の民」のエジプト侵攻・ミケーネ文明（ミュケナイ文明）の衰亡が含まれる。
    - この変化を「青銅器時代の崩壊（Bronze Age collapse）」とも呼び、地中海や西アジアは青銅器時代から鉄器時代へ移行する。

  - モーセの後継者ヨシュアがヨルダン川を渡りカナン地方に侵入。
    - イェリコの戦いでイェリコを占領、ヤビン率いる反イスラエル同盟を倒しハツォルを聖絶する。
    - ヨシュアに続くこの時代ヘブライ人の士師デボラ・ギデオン・サムソンらが活躍する。
    - ヘブライ人は地中海東岸の先住民カナン人、モアブ人、アンモン人、ミデヤン人、ペリシテ人などと抗争を続ける。

  - トルコ南部アンタルヤ県のゲリドニア岬（英語版）で交易船が沈没する。
    - この沈没船の船体は1954年に発見され、現時点ではウルブリン沈没船に次ぐ古い遺物とされている。

  - 中央ヨーロッパは青銅器時代後期（骨壺墓地文化（ウルネンフェルト文化）・ハルシュタット文化A期）。
    - ハルシュタットでは岩塩が採掘され、中央ヨーロッパ各地に通じる「塩の道」が開発される。

  - 西北インドへ進出してきたアーリヤ人達が定着する。
    - この地でアーリア人はインド最古の文献である『リグ・ヴェーダ』を編纂し始めた（前期ヴェーダ時代）。
    - パンジャーブを舞台とした十王戦争でバラタ族・トリツ族がプル族ら十部族の王に勝利する。

  - 遊牧民族の葷粥が周の古公亶父（周の文王の祖父・周の武王の曾祖父）を攻撃。
    - そのため古公亶父は都の豳を去り岐山県と扶風県にまたがる周原（周原遺跡）に本拠地を移す。

  - 北アメリカで先史プエブロ文化が展開。
  - メソアメリカではオルメカ文化のサン・ロレンソの繁栄続く（サン・ロレンソ相 - 紀元前900年頃）。
  - アンデス高地ではチャビン・デ・ワンタル遺跡を代表とするチャビン文化が成立する（ - 紀元前200年頃）。

### 紀元前1190年代
- 紀元前1195年頃 - 地中海東岸の諸都市が「海の民」に破壊される。
  - これらの都市にはウガリット・カデシュ・アララハ・カトナ・エマル・アシュケロン・ハツォルが含まれる。
- 紀元前1194年 -  トロイア戦争の始まり（伝承に基づくエラトステネスの計算による）。
- 紀元前1192年頃 - 殷の武丁が死去（紀元前1250年頃 -  （夏商周年表プロジェクトによる））。
- 紀元前1190年頃
  - ヒッタイト王国の都ハットゥシャが陥落し統治機構は崩壊、同国は滅亡する。
    - 最後のヒッタイト王シュッピルリウマ2世を称えるニシャンタシュ（ドイツ語版）碑文が陥落直前に作られるが、王の記録はこれで途絶える。
    - カルケミシュやタバル（英語版）ではヒッタイト残存勢力が再編成され（シロ・ヒッタイト国家群（英語版））、リュディア王国もその流れを汲む。
    - トフマ川流域のメリド（英語版）を中心にルウィ人系のカンマヌ王国が成立、アルスランテぺ（Arslantepe）遺跡がその地に比定されている。
    - その後アナトリア中央部にはフリギアが進出し、ゴルディオンを中心として栄える。

  - 後期ミケーネ文明（後期ヘラディック期III B）の終焉。
    - ミケーネ・ティリンス・ピュロス・ミデアの諸宮殿が崩壊する。
    - 続くヘラディック期III Cには集落は激減。線文字Bの記録も途絶える。

### 紀元前1180年代
- 紀元前1186年
  - エジプト女王タウセルトが死去。
    - エジプト第19王朝が断絶し、セトナクトによる第20王朝の開始。

  - カッシート王メリ・シパック2世（英語版）が即位。
    - この王のもとでメリ・シパックの石碑（英語版）が建てられる。
- 紀元前1184年 - トロイア滅亡により、トロイア戦争が終わる（伝承に基づくエラトステネスの計算による）。
  - このトロイア（イリオス）は小アジアのダーダネルス海峡付近のヒッサリク遺跡第7層に推定される。
- 紀元前1181年頃 - エジプト王ラムセス3世がリビュア人の侵入を撃退。

### 紀元前1170年代
- 紀元前1178年4月16日 - ギリシア各地で皆既日食。
  - アメリカ・ロックフェラー大学のマルセロ・マグナスコ（Marcelo Magnasco）と、アルゼンチンのラプラタ天文台のコンスタンチノ・バイコウジス（Constantino Baikouzis）の研究では、『オデュッセイア』の記述にある、トロイアから帰還したオデュッセウスが故郷イタケーで遭遇した皆既日食は、この時のものだと推定している。
- 紀元前1178年頃 - エジプト王ラムセス3世がデルタの戦い（英語版）で「海の民」連合軍に勝利する。
  - 「海の民」としてペリシテ人・チェケル人・シェケレシュ人・デネン人・ウェシェシュ人の部族の名が挙げられている。
- 紀元前1175年頃 - エジプト王ラムセス3世がリビュア人の侵入を再び撃退。

### 紀元前1150年代
- 紀元前1159年頃 - アイスランドのヘクラ火山第三期噴火（英語版）。
- 紀元前1158年頃 - エラム王シュトルク・ナフンテ1世がバビロンを陥落させカッシート朝を滅ぼす。
  - ハンムラビ法典の石碑もこの時スサへ持ち出され、後世スサ遺跡で考古学者により発見される。
  - この時期が中期エラム王国の最盛期で、エシュカフト・イ・サルマン（英語版）の最古期の浮き彫りが作られる。
  - エラム人退却の後にバビロンにはマルドゥク・カビト・アヘシュ（英語版）王によりイシン第2王朝（バビロン第4王朝）が成立。
- 紀元前1157年頃 - ラムセス3世支配のエジプトのデール・エル・メディーナで建築職人によるストライキが発生（記録上最古のストライキ）。
- 紀元前1155年頃 - エジプト王ラムセス3世が暗殺され、暗殺の首謀者である王子ペンタウアーが処刑される。

### 紀元前1140年代
- 紀元前1141年頃 - エジプト王ラムセス5世死去。ミイラの調査からラムセス5世は世界最古の天然痘の罹患者だったことが判明している。

### 紀元前1120年代
- 紀元前1126年頃 - 伝承ではアテナイ王テュモエテスの死によりテセウス王家が断絶。アテナイ王にピュロス王家のメラントスが即位。
- 紀元前1125年頃 - イシン第2王朝のネブカドネザル1世王が即位（ - 紀元前1104年）。
  - この王は在世中にエラムを攻撃し、カッシート朝滅亡以来奪われていたマルドゥク神像をバビロンに持ち帰る。
  - アッシリア王アッシュール・レシュ・イシ1世とも戦うがめぼしい戦果は得られず敗北する。

### 紀元前1110年代
- 紀元前1115年頃 - アッシリア王ティグラト・ピレセル1世が即位（ - 紀元前1077年頃）。
  - 即位から5年間は領土拡大政策により、旧ミタンニ領のフルリ人を服属させ、地中海まで進軍。
- 紀元前1112年頃 - 殷の文丁が即位。文丁は帝乙・比干・箕子の父でもある。
- 紀元前1110年頃 - ラムセス9世支配下のエジプトで王家の谷が盗掘され、調査により「墓泥棒のパピルス（英語版）」が記録される。

### 紀元前1100年代
- 紀元前1102年頃 - 殷の文丁が周の西伯季歴（周の文王の父）を処刑する。
- 紀元前1100年以前 - 「ヘラクレスの子孫たち（ヘラクレイダイ）の帰還」。
  - トゥキディデス『歴史』によるとトロイア戦争終結の80年後のこととされ、ドーリア人のペロポネソス半島侵入を指すとされる。
  - ドーリア人が侵入したことで鉄がギリシャに持ち込まれ、土器の様式や葬制の変化（土葬から火葬へ、複葬から個葬へ）が見られる。
  - ミュケナイ王ティサメノスやアテナイ王コドロスはこの侵入によって引き起こされた混乱で戦死したと伝えられる。
  - 先住民のアカイア人はアッティカからエーゲ海の島々そして小アジアのイオニア地方に残存する。

## 人物
- ヨシュア - ヘブライ人の士師・モーセの後継者
- シュッピルリウマ2世 - ヒッタイト王国の最後の王（在位前1215年/10年 - 前1190年頃）
- ラムセス3世 - エジプト第20王朝のファラオ（在位前1186年 - 前1155年）
- ラムセス4世
- ラムセス5世
- ラムセス6世
- ラムセス7世
- ラムセス8世
- ラムセス9世
- ラムセス10世
- ラムセス11世
- シュトルク・ナフンテ1世 - エラム王国の王（在位前1185年頃 - 前1155年頃）
- プリアモス - トロイア最後の王（在位？ - 前1084年？）
- メラントス - アテナイ王（在位前1126年 - 前1089年）
- ネブカドネザル1世 - イシン第2王朝（バビロン第4王朝）の王（在位前1125年頃 - 前1104年頃）